# Jakob Sederholm
Jakob Johannes Sederholm (Helsinque20 de julho de 1863 – 26 de junho de 1934) foi um petrologista finlandês.

## Artigos
- Hackman V. Jacob Johannes Sederholm: Biographic notes and bibliography // Bulletin de la Commission géologique de Finlande. 1935. N 112. 34 p.
- Papunen H. Jakob Johannes Sederholm – geologi, humanisti ja totuudenetsijä // Geologi. 2009. n 2. p. 35-38.